# Вовкодав (фільм)
Вовкодав (рос. Волкодав) — радянський фільм 1991 року режисера Михайла Туманішвілі

## Сюжет
Двоє вихованців дитбудинку виявилися «по різні боки барикад». Шурик Волков став злочинцем, а Вікторія Журавльова — міліціонером. Їй, як співробітнику карного розшуку, доручено завдання потрапити в банду небезпечних злочинців. Але там вона випадково стикається зі своїм колишнім коханим Волковим. Перед обома постає питання вибору …

## У ролях
- Інара Слуцька — Вікторія Журавльова
- Олексій Гуськов — Шурик Волков, «Музикант»
- Анатолій Ромашин — Федір Іванович Степанищев, «Скарбник»
- Олександр Фатюшин — Вова
- Володимир Басов — Сергій Євгенович
- Володимир Ільїн — Полозков, касир
- Володимир Трошин — Буров, міністр
- Олександр Ільїн — майор Ступор, «стукач»
- Валерій Баринов — Корнєєв
- Марія Виноградова — господиня квартири
- Оксана Арбузова — повія
- Віталій Москаленко — Валерик
- Юрій Шумило — бандит
- Олег Савосін
- Валентина Березуцька — прибиральниця
- Лідія Вележева — адміністратор
- Олег Дуригін — Паша, бандит, водій вантажівки МАЗ
- Вадим Зав'ялов
- Аліса Прізнякова — повія
- Федір Смирнов — Міщенко
- Сергій Югай — Жорик Пак, офіціант, він же — «Бригадир», ватажок банди

## Знімальна група
- Сценарій: Юрій Коротков, Віталій Москаленко, Юсуп Разиков
- Режисер: Михайло Туманішвілі
- Оператор: Дмітро Мадорський, Валентин Піганов
- Композитор: Віктор Бабушкін
- Художник: Тетяна Лапшина